# グリセリン・クイーン
「グリセリン・クイーン」は、日本のロックバンド、ザ・クロマニヨンズの6枚目のシングルである。2009年10月7日、自身のレーベルHAPPY SONG RECORDSからリリース。

## 解説
- シングル作品としては前作より約1年ぶりのリリース。
- ジャケットのデザインは、トランプのクイーンをモチーフとしている。
- 初回生産限定盤、通常盤、アナログ盤の3形態で発売。
  - 初回生産限定盤はCD2枚組・紙ジャケット仕様。ザ・クロマニヨンズの作品の初回盤では初めてDVDが付かない仕様での発売となる。
  - アナログ盤は'60年代E式アナログ盤を可能な限り再現している。

## 収録曲
1. グリセリン・クイーン
（作詞・作曲:真島昌利）
ABCテレビ『爆笑!ふれあいコメディ こちらかきくけ公園前』エンディングテーマ
タイトルはスージー・クアトロの同名曲に由来している。
2. ネギボーズ
（作詞・作曲:真島昌利）
3. メインジェット
（作詞・作曲:甲本ヒロト）

全編曲：ザ・クロマニヨンズ

### 初回特典CD
1. ヤッターキング 2009
（作詞・作曲:山本正之 編曲：ザ・クロマニヨンズ）
映画『ヤッターマン』劇中歌として使用されていた。配信限定でのリリースで、映画のサウンドトラックにも収録されていなかったが、満を持してフルサイズで音源化。

## 参加アーティスト
- 甲本ヒロト
- 真島昌利
- 小林勝
- 桐田勝治